# Kem cạo râu

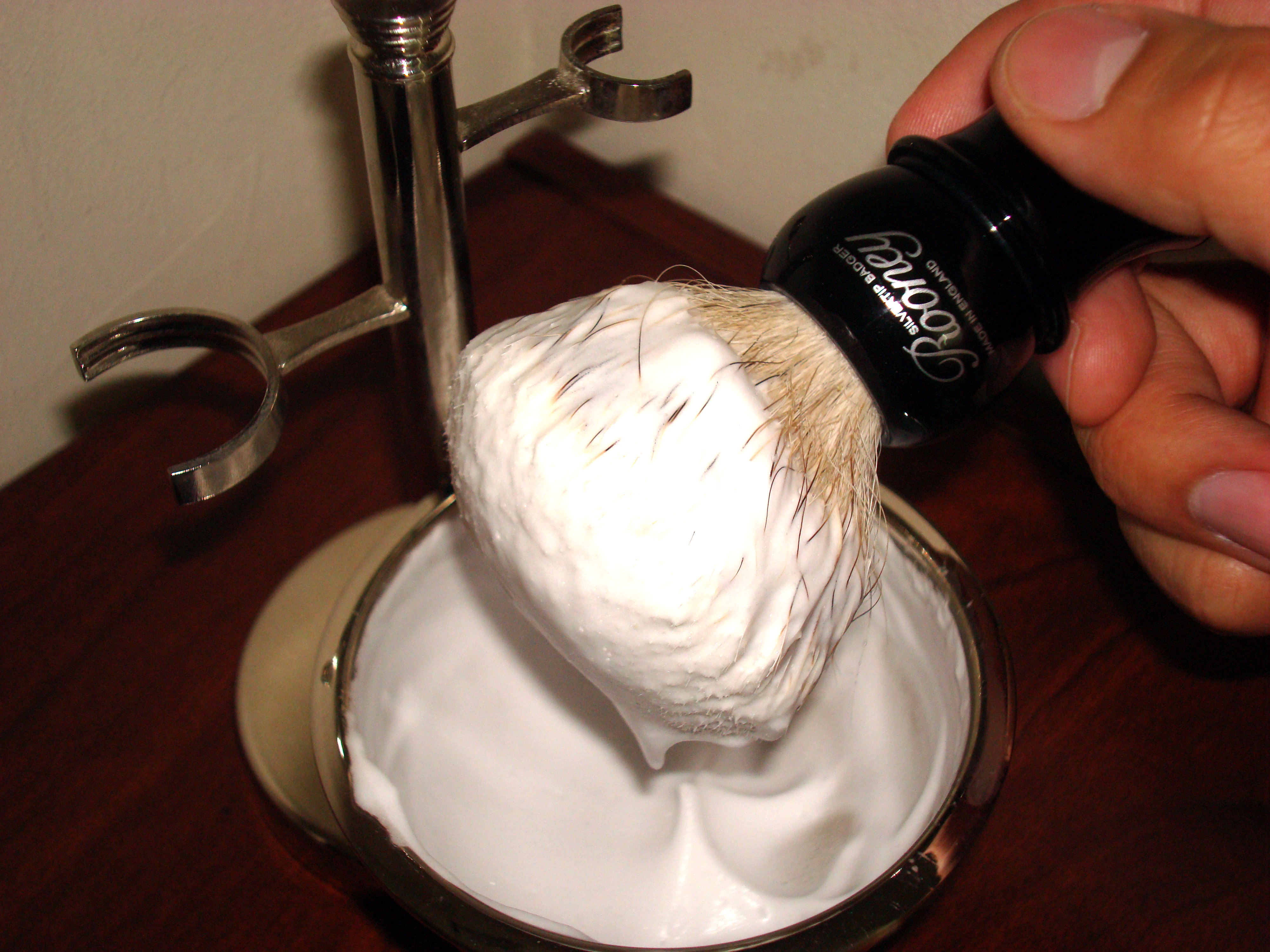
Kem cạo râu và bàn chải cạo râu

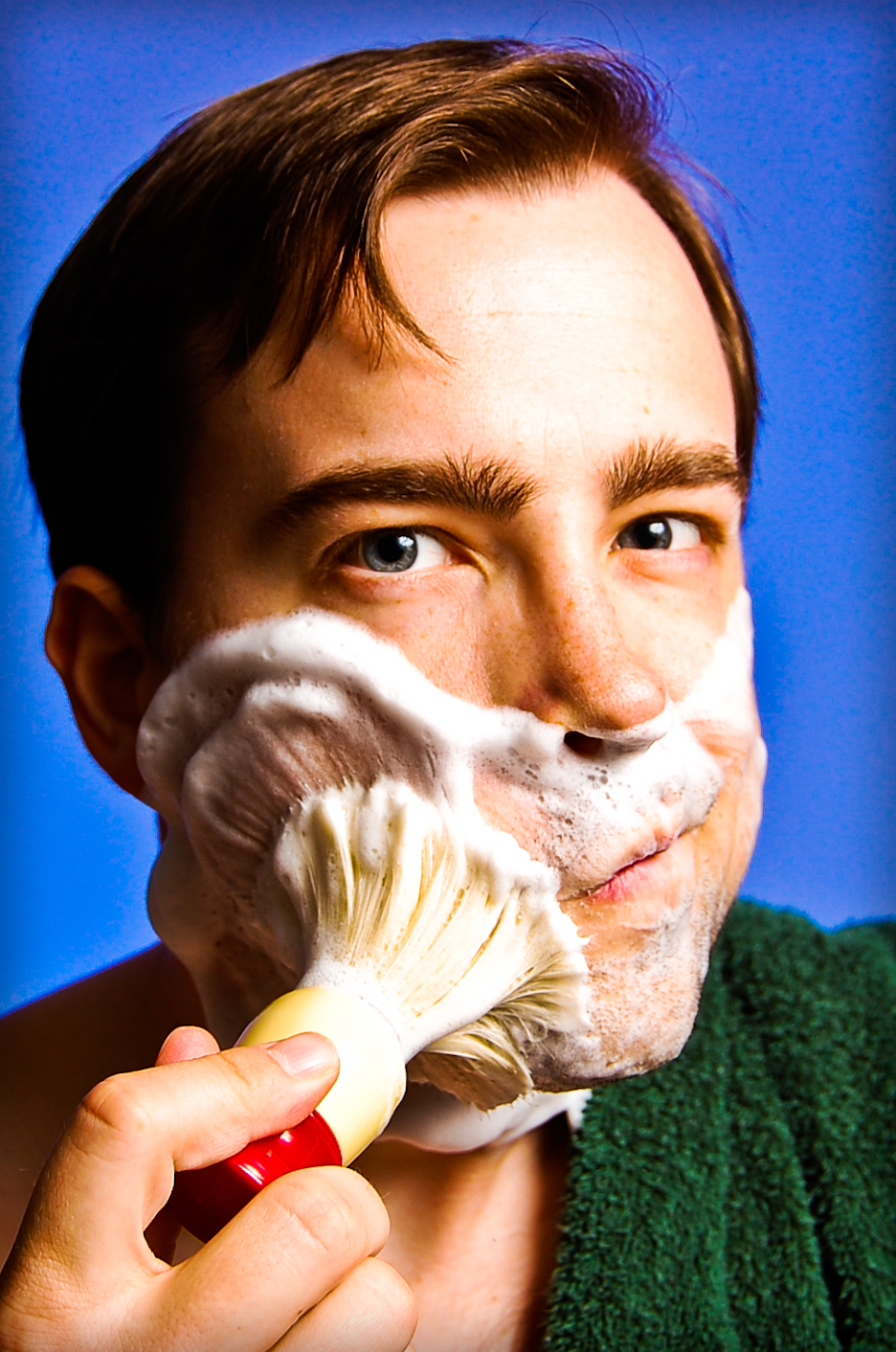
Người đàn ông sử dụng kem cạo râu

Kem cạo râu hay kem cạo lông là một loại kem mỹ phẩm dạng bọt được sử dụng để hỗ trợ cho việc cạo lông trên cơ thể dễ dàng hơn, chủ yếu là dành cho việc cạo râu trên mặt. Tác dụng của việc sử dụng kem cạo bao gồm: giúp quá trình cạo diễn ra dễ dàng hơn; hỗ trợ keratin; giúp da bớt nhạy cảm hơn. Kem cạo râu thường bao gồm các thành phần như dầu, xà phòng hoặc chất hoạt động bề mặt và nước. Về sau, những lưỡi dao cạo được làm từ chất liệu polymeric đã làm giảm đi sự cần thiết của kem cạo râu.

## Lịch sử

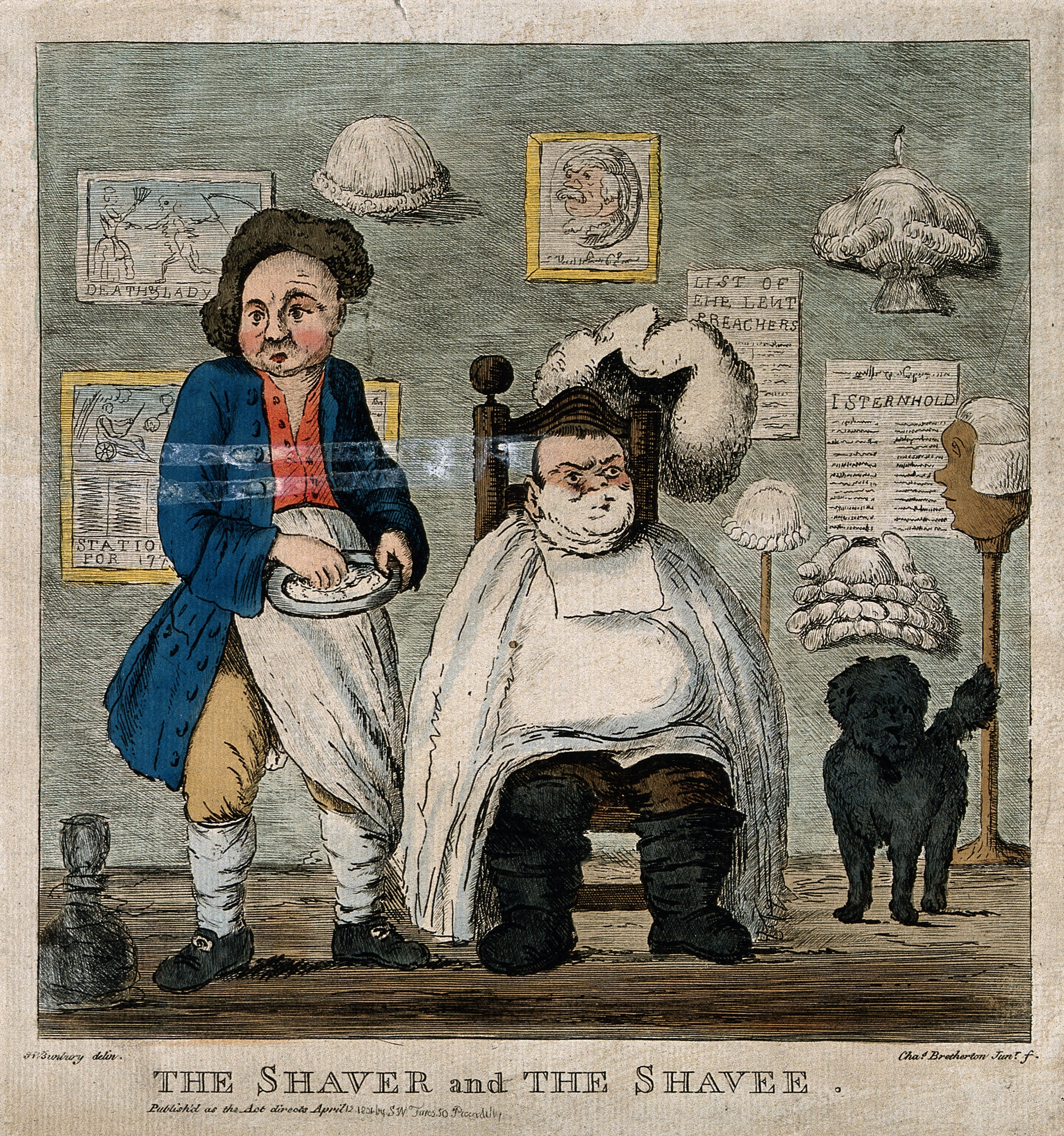
"Một thợ cắt tóc đang chuẩn bị cạo mặt cho khách hàng đang ngồi trên ghế", tranh năm 1801.

Dạng sơ khai của bọt cạo râu được lưu lại trên các tài liệu từ thời Sumer khoảng 3000 năm trước Công nguyên. Hỗn hợp cạo lúc này bao gồm chất kiềm trong gỗ và mỡ động vật, được sử dụng trên phần lông khi chuẩn bị cạo.
Cho đến đầu thế kỷ 20, những thanh xà phòng cạo lông dạng cứng vẫn thường được mọi người sử dụng. Sau đó, mọi người thường chuyển sang một loại tuýp chứa dầu và xà phòng dạng mềm để cạo lông. Một loại kem mới hơn được giới thiệu vào thập niên 1940 (Burma-Shave) cung cấp đủ bọt xà phòng cần thiết mà không cần phải có bàn chải.
Loại kem cạo râu đầu tiên được nén bên trong hộp là kem cạo râu Rise, được giới thiệu vào năm 1949. Những thập kỷ tiếp theo, người dân Mỹ ngày càng ưa chuộng loại kem cạo râu này, chúng chiếm tới hai phần ba thị trường trong nước. Chlorofluorocarbon (CFC) đã được sử dụng như là loại chất phóng bọt ra bên ngoài chủ yếu cho dạng sản phẩm này cho đến khi một lệnh cấm được ban hành vào thập niên 1970s vì tác động của chất này với tầng ôzôn. Những loại khí ga hydrocarbon ví dụ như hỗn hợp Pentan, Prôpan, Butan và Isobutan đã được sử dụng để thay thế.
Vào thập niên 1970s, gel cạo lông đã được phát triển. Năm 1993, công ty Procter & Gamble đã giới thiệu sáng chế mới của mình là một hợp chất gel tạo bọt, có khả năng chuyển đổi gel thành bọt cạo râu khi tiếp xúc với da.

## Thành phần
Kem hoặc xà phòng cạo râu có thể được sử dụng ở dạng cứng (thanh xà phòng), dạng kem, dạng bình xịt hoặc thông thường ở dạng tuýp. Tất cả thường được sử dụng kèm với bàn chải cạo râu.
Kem cạo râu bao gồm từ 20–30% xà phòng, lên tới 10% bao gồm glyxerol, kem dưỡng ẩm, nhũ tương và chất tạo bọt. Bình xịt kem cạo râu sẽ chứa một loại kem lỏng được nén trong bình cùng với hydrocarbon propellant (lên tới khoảng 10%). Tính dễ bốc cháy của hydrocarbon sẽ được phòng tránh nhờ lượng lớn nước chứa trong thành phần của kem.